# San Pietro di Morubio
San Pietro di Morubio – miejscowość i gmina we Włoszech, w regionie Wenecja Euganejska, w prowincji Werona.
Według danych na rok 2004 gminę zamieszkiwało 2848 osób, 178 os./km².